# Gymnasium Gadebusch
Das Gymnasium Gadebusch in Gadebusch ist ein öffentliches Gymnasium in der Trägerschaft des Landkreises Nordwestmecklenburg. 

## Geschichte
1992 wurde der Förderverein gegründet. Von November 2009 bis September 2010 nahm die Schule am chinesisch-deutschen Umweltprojekt (in) Zukunft mitdenken teil.

## Schule
Es werden etwa 480 Schüler in den Jahrgangsstufen 7 bis 12 unterrichtet. Unter anderem gibt es eine Theatergruppe. Sie umfasst Schüler von der 7. bis zur 11. Klasse und wird in Zusammenarbeit von Schülern und Lehrern geleitet. Das Gymnasium konnte sich 2005 auf Platz 45 der Top-100-Schulen eines Rankings des Wirtschaftsmagazins Capital platzieren.